# Наташа Дангубић
Наташа Дангубић (Дубровник, 1975) хрватска је телевизијска и позоришна глумица. 
На Академији драмских уметности у Загребу магистрирала је глуму 2000. године. Стални је члан загребачког омладинског позоришног ансамбла од 2015. године. Написала је сценарио за ТВ ситком Лијепе наше. У детињству се бавила балетом. Има ћерку Лолу из брака са редитељем Бобом Јелчићем.

## Филмографија
- Мали дебели ракун (2013)
- Забрањено смијање (2012)
- Ах, тај Иво! (2012)
- Carousel (2011)
- Шума сумарум (2010)
- Стипе у гостима (2010)
- Битанге и принцезе (2005–2010)
- Закон! (2009)
- Цимер фрај (2006)
- Жутокљунац (2005)
- Оно све што знаш о мени (2005)
- Секс, пиће и крвопролиће (2004)
- Онај који ће остати непримјећен (2003)
- Пут у Рај бизнис класом (2002)
- Црна кроника или дан жена (2000)

## Награде
- 2001. година: Награда за најбољу женску улогу у представи на Међународном фестивалу малих сцена у Ријеци
- 2007. година: Награда „Иво Фици“
- 2017. година: Награда на Данима сатире Фадила Хаџића
- 2017. година: Награда међународног фестивала „Гумбекови дани“ за најбољу женску улогу
- 2020. година: Награда хрватског глумишта за најбољу споредну женску улогу